# Africa Yearbook
L'Africa Yearbook est une publication annuelle consacrée à la politique, à l'économie et à la société au sud du Sahara. Il succède à l'Afrika Jahrbuch en langue allemande publié par l'Institut für Afrika-Kunde à Hambourg, qui a publié son dernier annuaire en 2004 (sur l'année 2003).

## Portée
L'annuaire couvre les principaux développements politiques intérieurs, la politique étrangère et les tendances socio-économiques en Afrique sub-saharienne - tous liés aux développements d'une année civile. L'annuaire de l'Afrique contient des articles sur tous les États subsahariens, chacune des quatre sous-régions (Afrique occidentale, centrale, orientale et australe) se concentrant sur les principaux développements transfrontaliers et les organisations sous-régionales, ainsi qu'un article sur les développements continentaux et un autre sur les relations euro-africaines.
Bien que les articles soient de qualité académique approfondie, l'annuaire est principalement orienté vers les besoins d'un large éventail de groupes cibles : étudiants, politiciens, diplomates, administrateurs, journalistes, enseignants, praticiens dans le domaine de l'aide au développement ainsi que les hommes d'affaires.
L'Annuaire de l'Afrique a reçu le prix Conover-Porter 2012 (meilleure bibliographie africaine ou ouvrage de référence),.